# Церковь Казанской иконы Божией Матери (Силламяэ)
Церковь Казанской иконы Божией Матери — храм Таллинской епархии Эстонской Православной Церкви Московского Патриархата, расположенный в городе Силламяэ по адресу: 40232 Эстония, г. Силламяэ, уезд Ида-Вирумаа, ул. Харидусе 2а.

## Старый храм
Селения Каннука, Перьятси и Силламяэ были в конце XIX — начале XX веков местом летнего отдыха состоятельных жителей столицы. Первая церковь Казанской иконы Божией Матери на нынешней территории города Силламяэ, в деревне Каннука, была построена по инициативе дачников из Петербурга. Средства на строительство собирались с 1886 по 1887 год. В попечительский совет по сбору средств входили местные дачники: генерал Тимофей Михайлович Беляев, баронессы Анна и Екатерина Розен и графиня Ольга Апполоновна Курбатова. Автор проекта — петербургский гражданский инженер А. К. Монтаг. Проект был одобрен губернатором Эстляндии Сергеем Владимировичем Шаховским.
Церковь стояла у шоссе Ревель — Санкт-Петербург, рядом с дорогой на железнодорожную станцию Вайвара. Материалом для стен послужили плитняк и кирпич, для цоколя — гранит. В плане здание церкви было продолговатым, что характерно для местных лютеранских храмов. Под колокольню с тремя колоколами была отведена западная часть церкви. Её завершение было ступенчатым, с тремя маковками на барабанах. Внутри церкви находился двухъярусный иконостас. Церковь была рассчитана на 150 человек. Освящена 12 июля 1898 года будущим священноисповедником Агафангелом (Преображенским), в то время митрополитом Рижским и Митавским. В 1941 году старая силламяэская церковь была закрыта, а в ходе Великой Отечественной войны, в 1944 году, полностью уничтожена.

### Священномученик Иоанн Кочуров в Силламяэ
С 1909 по 1917 года в Казанской церкви посёлка Силламяги (Силламяэ) в летние периоды служил и исполнял требы прославленный впоследствии в лике святых как первомученик Церкви Российской XX века протоиерей Иоанн Кочуров (священномученик Иоанн Царскосельский). В то время отец Иоанн был заштатным священником Нарвского Преображенского Собора и преподавателем Закона Божия в мужской и женской гимназиях города Нарвы, на лето он снимал дачу в Силламягах. Иоанн Кочуров инициировал постройку церковного дома, школы приюта и другие строительные работы на территории церкви. В протоколе № 19 от 6 августа 1913 года была найдена запись: 
По предложению председателя единогласно постановлено выразить о. Иоанну Кочерову искреннюю благодарность и сердечную признательность
за усердное и благоговейное служение текущим летом, а так же за его проповеди полные глубокого религиозного чувства и благоговения.Жизнь И. А. Кочурова. www.silort.ee. Сайт храма Казанской иконы Божией Матери в Силламяэ. Дата обращения: 2 ноября 2021.

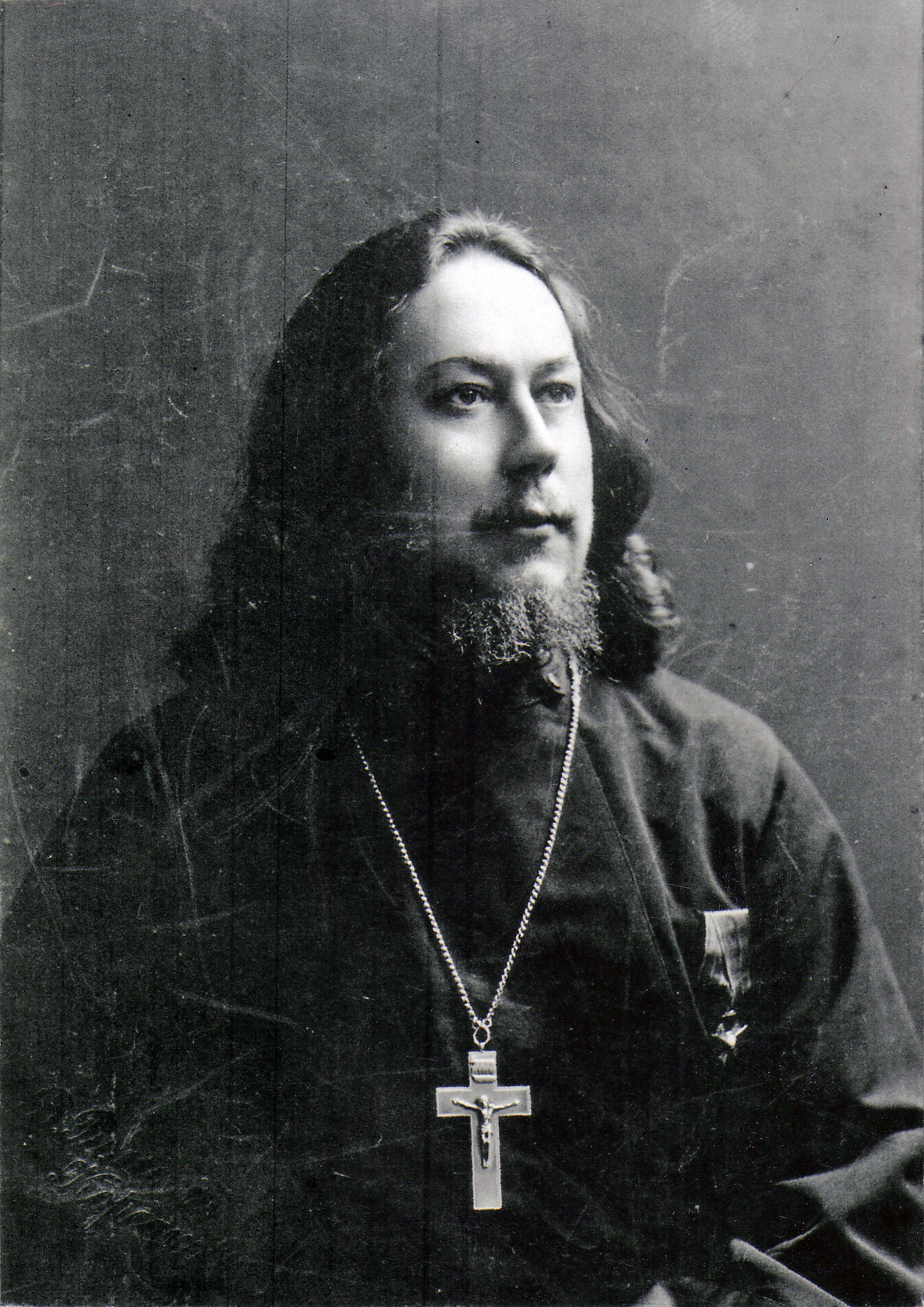
Сщмч. протоиерей Иоанн Кочуров, служил в Силламяэ 1909-1917гг.

## Новый храм
В 1990 году в городе Силламяэ на новом месте был возобновлён храм Казанской иконы Божией Матери. Мэр города Евстигнеев Юрий Михайлович предоставил финский домик на территории 1-го детского сада на Речной улице, основное здание которого стало впоследствии приходским домом. Территорию храма приход выкупил у государства усилиями прихожан. Перестройку финского домика в 1990—1993 гг. и дальнейшее строительство большого храма (с 1993 г.) возглавлял протоиерей Александр Пидвысоцкий. Новое здание храма, построенное из кирпича и сланцезольных блоков, было освящено 29 июля 1995 года архиепископом Таллинским и Эстонским Корнилием (Якобсом). Внутри храма находится трёхъярусный деревянный иконостас с иконами, написанными в Александро-Невской лавре города Санкт-Петербурга; придел в честь священномученика Иоанна Царскосельского (освящён в 2012 году).
При храме находятся воскресная школа и библиотека; в приходском доме с 2017 года действует домовая церковь в честь Собора Архистратига Михаила и прочих Небесных Сил бесплотных.

## Настоятели
- Иерей Алексей (Беллавин): 1898—1917 гг.;
- иерей[10] Григорий (Горский): 1917—1920 гг.;
- иерей Алексей (Тихомиров): 1920—1937 гг.[5];
- протоиерей Евгений (Яхонтов): 1937—1941 гг..
- Протоиерей Александр Пидвысоцкий: 1990—1999 гг.;
- протоиерей Николай Терентьев: с 1999 года по сей день[12].